# Стјепан Стева Филиповић
Стјепан Стева Филиповић (Опузен, 27. јануар 1916 — Ваљево, 22. мај 1942) био је учесник Народноослободилачке борбе и народни херој Југославије.
Одрастао је у Мостару, где је завршио основну школу и два разреда гимназије, а потом је у Крагујевцу учио електричарски и браварски занат. Године 1937, као млади радник је приступио револуционарном радничком покрету. Учествовао је у многим демонстрацијама, радничким штрајковима и другим акцијама, због чега је био ухапшен и протеран у родно место. Октобра 1940. постао је члан илегалне Комунистичке партије Југославије.
Непосредно пред почетак Другог светског рата у Југославији, Филиповић је био један од активиста Месног комитета КПЈ за Крагујевац, а након окупације земље 1941. године је по партијском задатку био упућен у Ваљево. Овде је активно учествовао у припремама оружаног устанка и почетком јула 1941. био један од првих бораца Колубарске чете Ваљевског партизанског одреда. Већ у првим борбама се истакао храброшћу, а за подвиге које је извршио током напада на Лајковац, 15. августа 1941. био је похваљен од стране команданта Главног штаба НОП одреда Југославије Јосипа Броза Тита.
Истицао се храброшћу и у другим борбама ваљевских партизана, а посебно приликом напада на Крупањ и Шабац, септембра 1941. године. Био је постављен за командира чете, а потом и за команданта Колубарског батаљона. Крајем септембра је пребачен у Подрински партизански одред, где је вршио дужност политичког комесара одреда. Након Прве непријатељске офанзиве и повлачења главнине партизанских снага у Санџак, крајем 1941. остао је на терену западне Србије.
Након реорганизације преосталих партизанских снага био је именован за команданта Тамнавско-колубарског батаљона. Услед сталних потера и јаке зиме, овај батаљон је био уништен у борбама, а Филиповић је с још двојицом партизана заробљен 24. децембра 1941. у селу Трбосиље, код Лознице. Четници Косте Пећанца су га потом спровели у Шабац и предали жандармима, који су га потом предали Немцима. Извесно време је био у затвору Гестапоа у Београду. Током истраге у затвору био је страшно мучен и злостављан, с намером да ода остале партизане на терену, као и њихове сараднике. Пошто је остао упоран у одбијању сарадње, окарактерисан је као „немогућ случај” и премештен у Ваљево, где је јавно обешен 22. маја 1942. године.
Приликом вођења на место вешања, као и непосредно пре егзекуције, Филиповић је позивао окупљени народ на борбу против окупатора и клицао Комунистичкој партији и Црвеној армији. На вешалима је са уздигнутим рукама увис и стиснутим песницама узвикивао антифашистичке пароле. Том приликом настала је фотографија, преко које је Стева Филиповић постао симбол пркоса и отпора фашизму.
За народног хероја проглашен је 14. децембра 1949. године. У Ваљеву је 1960. подигнут монументални Споменик борцима Револуције, рад вајара Војина Бакића, који представља Филиповића непосредно пред вешање.

## Име
Око имена Стеве Филиповића су се током времена јавиле одређене недоумице, јер се у литератури појављују три различите варијанте његовог имена — Стјепан, Стеван и Стипан. У матичним књигама рођених уписан је под именом Стипан. Током живота у Опузену и Мостару, његово име коришћено је у варијанти Стјепан, а преласком у Крагујевац његово име добија варијанту Стеван. У документима, која су му издавана током његовог живота у Крагујевцу, званично је забележен као Стеван Филиповић. Ипак, највише је упамћен по надимку Стева, које представља скраћеницу имена Стеван. Током устанка у Србији, 1941. када се борио у Колубарској чети, а потом Колубарском батаљону, био је познат и по надимку Стева Колубарац. Такође, у одређеној литератури као његов надимак се наводи Стево.

## Биографија

### Породица и одрастање
Породица Филиповић потиче из Опузена, малог приморског места на обали Неретве, у близини Метковића. Стјепанов деда Шимун Филиповић имао је троје деце — ћерку Анку и синове Тому и Анту. Антон Анте је рођен почетком 1871. године и око 1890. године је отишао у иностранство с циљем да заради новац за подизање домаћинства. Боравио је у САД, где је у Калифорнији радио као пољоприведни радник, а 1906. године се вратио у родно место. Након повратка он је отворио трговачку радњу, а поред тога је имао кућу и мањи посед. Планирао је да прошири трговину и повећа посед, на коме би изградио млин. Године 1907. Антон се оженио Ивком Брајковић с којим је добио четворо деце — ћерку Јелицу, рођену 1922. и синове Шимуна рођеног 1911, Стјепана рођеног 1916, Николу рођеног 1918. и Драгутина, рођеног 1930. године.
Стјепан је рођен 27. јануара 1916. године. У родном селу је 1924. године започео основну школу. Године 1926. породица Филиповић се преселила у Мостар, где је Анте купио кућу и отворио малу трговачку радњу. Део новца за куповину куће добио је од брата Томе, а део је позајмио од кума, мостарског крчмара Спужевића. Породица је у Мостару живела скромно, а поред Анте, радио је и његов најстарији син Шимун као неквалификовани радник у Хрватском тискарско-књиговезачком предузећу. Године 1928. Стјепан је завршио четврти разред у Првој народној основној школи у Мостару, након чега је уписао трговачки смер у Грађанској школи, у којој је до 1930. године завршио два разреда.
Тешка материјална ситуација, натерала је породицу Филиповић на поновно сељење. У нади да ће у пољопривредно богатијем крају и они живети боље, 1930. године су се преселили у Жупању, мало место у западном Срему. Ту је Анте купио имање и нешто машина с којима је планирао да обрађује своју и туђу земљу. По доласку у Жупању најстарији Шимун се запослио у оближњој фабрици тканина, а у истој фабрици је Стјепан почео да изучава браварски занат и похађа шегртску школу. Овде је добио сведочанство о завршеној шегртској школи, а испит за браварског помоћника је положио у Крагујевцу 3. августа 1933. године. Пошто се Жупања налази у равници на обали Саве, она се овде често изливала, а једна поплава децембра 1932. године је породицу Филиповић поново натерала на селидбу. Овог пута су се преселили у Крагујевац и настанили у близини Војнотехничког завода, у који се одмах по доласку из војске запослио Шимун Филиповић.
Убрзо по пресељењу у Крагујевац, 30. марта 1933. године на порођају је умрла Стјепанова мајка Ивка Филиповић, а три године касније 29. марта 1936. године умро је и његов отац Антон. Након тога брига о породици је спала на најстаријег сина Шимуна, који је у прво време једини радио као неквалификовани радник. Потом су се запослили Стјепан и Никола, који је изучио штампарски и књиговезачки занат. Сестру Јелицу су послали у Сарајево, где је у сиротишту при Заводу часних сестара, завршила четврти разред основне школе, а потом 1940. године Грађанску школу трговачког смера, након чега се вратила у Крагујевац. Браварски занат Стева је изучио код бравара Петра Сулунчаревића. Потом је почео да ради у електричарској радњи Лудвига Јеџуда, где је најпре радио као никлер лустера. Временом је овладао и електричарским занатом, који је за неколико година успешно положио. Упоредо са овим помало је учио и столарски занат код једног свог пријатеља, а помало је уз брата Николу овладао и књиговезачким занатом. Крајем 1937. године Стева је отишао на одслужење осамнаестомесечног војног рока у Бања Луку.
Стева је био малог раста, висок свега око 160 сантиметара, али је био чврсто грађен и имао је црну густу косу. Као дечак је био миран и повучен. Волео је да се дружи са децом, али од најранијег детињства није трпео неправду и увек је реаговао на њу, посебно као заштитник слабијих, због чега је био омиљен у друштву. Умео је често да се осами и размишља о животу, посебно након неких емотивних доживљаја, који су потресали њега лично или његову средину. Касније, као радник, Стева је био веома вредан и способан, трудећи се да увек овлада новим вештинама.

### Револуционарна активност
Прва политичка сазнања Стева Филиповић је добио у својој кући, од оца Антона који је био присталица Хрватске републиканске сељачке странке (ХРСС). Он се након што се крајем 1924. године руководство ове странке одрекло републиканизма разочарао у ову партију, остајући до смрти републиканац. Део својих политичких ставова пренео је и на своју децу, која су током одрастања осетила само тежак живот. Као млади радник, револуционарном радничком покрету се најпре прикључио најстарији Шимун. Он се још у Мостару повезао са радничким покретом, а своју активност је наставио и у Жупањи и Крагујевцу. Пошто је након очеве смрти, преузео бригу о породици, а посебно о најмлађем брату Драгутину, није се више могао бавити политичким радом, јер би се тиме излагао да остане без посла, који је једно време био једини извор прихода целој породици.
Још као деветнаестогодишњак Стева се 1935. године заинтересовао за револуционарни раднички покрет. Те године је у Крагујевцу био одржан велики збор Удружене опозиције, којем је и сам присуствовао. Крагујевац је био индустријски центар, са доста радника, па му је илегална Комунистичка партија Југославије (КПЈ) придавала велики значај. Овде је средином 1936. године послала своје најистакнутије чланове и активисте, попут Сретена Жујовића, Цане Бабовић, Крсте Попиводе, Моме Марковића, Грге Јанкеса и других, с циљем да обнове месну организацију КПЈ и формирају Обласни комитет КПЈ који би поред Крагујевца, обухватао и партијске организације у околним градовима. Политичко деловање међу крагујевачким радницима, током 1936. и 1937. године они су остваривали преко културно-уметничког друштва „Абрашевић”, спортског друштва „Раднички”, организације „Црвеног крста” и др.
Ове политичке активности нису мимоишле ни младог радника Стеву Филиповића. Био је ватрени навијач „Радничког”, а и сам је волео да игра фудбал. Касније је под утицајем радничког покрета почео доста да чита, настојећи да за књигу заинтересује и своју осталу браћу. Посебно је волео роман „Како се калио челик” совјетског писца Николаја Островског, а главни лик романа Павле Корчагин постао му је као и великом броју тадашњих младих левичара идеал. Поред тога, Стева је волео музику и песму, а добро је свирао на гитари. Био је заљубљен у једну од сестара Јањић, које су живеле у његовом комшилуку, а за време Другог светског рата су стрељане у логору Бањица. Посебан утисак на Стеву оставило је држање комуниста пред полицијом након хапшења после полицијске провале у партијску организацију. Током истраге, најпре у Крагујевцу, а потом и Београду, посебно су били мучени Крсто Попивода и Цана Бабовић, који су пред иследницима упорно ћутали, због чега су касније добили партијско признање „херој ћутања”. Од партијских активиста Стева је тада слушао приче о њиховом мучењу, али и њиховој упорности, што је на њега оставило значајан утисак. Његово даље ангажовање у радничком покрету, прекинуо је одлазак у војску крајем исте године.
Након повратка из војске, средином 1939. године Стева се поново повезао са револуционарним радничким покретом и постао један од његових значајнијих активиста. Учествовао је у свим акцијама радника Војнотехничког завода, где је тада радио, као и у другим политичким акцијама из којих је стајала Комунистичка партија. Фебруара 1940. године је постао члан Савеза металских радника Југославије. Његову активност запазила је и крагујевачка полиција па га је ухапсила након једне акције у Војнотехничком заводу маја 1940. године. Стева се овде истакао као запажени активиста и био је истог месеца примљен у чланство Комунистичке партије Југославије. У Ваљеву је остао до почетка 1941. године, након чега је отишао у Београд, где је кратко радио као електричар код једног приватника, а потом је отишао у Смедеревску Паланку где је радио као бравар у фабрици вагона „Јасеница”. Након Смедеревске Паланке отишао је у Крушевац, где је остао до половине априла 1941. године, односно до почетка Априлског рата након чега се вратио код породице у Крагујевац.
У лето 1940. године, у Крагујевац се из Сарајева вратила Стевина сестра Јелица. Она је, након смрти родитеља, одрастала међу часним сестрама унутар зидина самостана, далеко од своје браће због чега је Стева много патио. Током одслужења војног рока, 1938. године он је отишао у Сарајево да посети сестру, која је тада већ била шеснаестогодишња девојка. Тада јој је изнео своје противљење намери да постане часна сестра и саветовао јој да се врати у Крагујевац. Пошто је у самостану живела скромно обучена у црну кецељу, Стева јој је купио хаљину и ципеле. Том приликом су се и фотографисали. Јелицин повратак у Крагујевац, погодио се са Стевиним боравком у затвору и каснијим протеривањем у Опузен, па су поново били раздвојени, што им је обома тешко пало.

### Прве устаничке акције
Окупација Краљевине Југославије, априла 1941. године затекла га је у Крагујевцу, где је живео полуилегално скривајући се од окупатора и полиције, због чега није могао да тражи запослење. Био је укључен у рад крагујевачке партијске организације и активно је учествовао у припремама које је Комунистичка партија водила на припреми оружаног устанка, нарочито након Мајског саветовања ЦК КПЈ. Заједно са млађим братом Николом, који се као војник вратио из Априлског рата, као и са другим члановима КПЈ и СКОЈ радио је на прикупљању оружја. Део оружја су партијски активисти крали из Војнотехничког завода, након чега је изношено из града и склањано код поузданих људи. Стева је радио на поправци старог оружја, а једно време је због опасности од хапшења живео у једном стану у Крагујевцу, у потпуној илегалности.
Крајем јуна 1941. године Стева је од стране крагујевачке партијске организације био упућен у Ваљево, као испомоћ тамошњој партијској организацији. Убрзо након Стевиног одласка, Крагујевац је напустио и његов брат Никола Филиповић, који је отишао у једно оближње село, где је остао до формирања Крагујевачког партизанског одреда, чији је био један од првих бораца. Вест о нападу Немачке на Совјетски Савез, 22. јуна 1941. године затекла је Стеву у Ваљеву. Два дана касније 25. јуна Окружни комитет КПЈ за Ваљево је одржао састанак на коме је донета одлука о формирању Ваљевског партизанског одреда. Колубарска партизанска чета, која је била у саставу Ваљевског одреда, формирана је 28. јуна у селу Бујачићу. Имала је тада свега десетак бораца, а њен терен деловања било је подручје колубарског среза (Мионица) и качерског среза (Љиг). Свега пар дана потом, Стева је напустио окупирани град и постао један од првих бораца Колубарске чете.
Првих дана јула 1941. борци Колубарске чете су у групама обилазили села на свом терену где су вршили агитацију за Народноослободилачки покрет, позивајући народ у борбу и прикупљајући оружје. На овај начин чета је брзо увећала број бораца на око педесет и у ноћи 9/10. јула 1941. године извела своју прву акцију на железничкој прузи Ваљево—Београд, када је оштећена пруга између станица Иверак и Дивци и оштећен мост у Кадиној Луци. У овом периоду извршена је и једна изненадна, али значајна акција, када је 18. јула 1941. године на Буковима, група од шест партизана, међу којима су били Срећко Милићевић, Саватије Станишић и Стева Филиповић, извршила напад на путнички аутомобил у коме се налазила група немачких виших официра. Партизанска патрола на Буковима је чула звук аутомобила, који је из правца Ужица ишао ка Ваљеву и одмах одлучила да изврши напад на њега. Када се аутомобил приближио засули су га пушчаним мецима, али је он услед присебности возача успео да настави пут. Међу немачким официрима, који су били у аутомобилу, налазио се командант 724. пешадијског пука генерал Адалберт Лончар. Том приликом био је рањен возач аутомобила и поручник Славко Бларшек.
Кретање бораца по селима, као и прве акције, а посебно напад на аутомобил са немачким официрима, није прошао без реакције окупатора. У Ваљево је тада дошао Илија Паранос, специјални изасланик комесара унутрашњих послова Милана Аћимовића, са задатком да с немачким снагама и жандармима изврши опкољавање терена и уништи Колубарску партизанску чету. Након вести о овој акцији, командир Колубарске чете Раде Јокић је донео одлуку да је расформира и борце упути кућама, док не прође опасност. Упркос противљењу политичког комесара чете Драгојла Дудића, чета је била расформирана, а борци упућени кућама. Једна група бораца, која се није могла вратити кућама, остала је на терену и наставила да чини језгро чете. Након вести о расформирању Колубарске чете Окружни комитет КПЈ за Ваљево и Штаб Ваљевског партизанског одреда су на терен упутили Милку Минић и Сретена Читаковића са задатком да поново окупе борце ове чете и смене одговорне. Поновно окупљање бораца Колубарске чете потрајало је до 25. јула, а тих дана су у обилазак Колубарске чете дошли чланови Главног штаба НОП одреда Србије Филип Кљајић и Родољуб Чолаковић. Они су знатно допринели разрешавању новонастале ситуације и комаду над четом поверили бившем артиљеријском потпоручнику Радивоју Јовановићу, који је тих дана ступио у партизане. За заменика командира Колубарске чете именован је Стева Филиповић, један од најхрабријих бораца ове чете који се истакао у првим акцијама. Он је за кратко време стекао поверење бораца, који су га прозвали Стева Колубарац. Одмах након овога, Колубарска чета је извршила напад на жандармеријску станицу у селу Драчићу, када је заробљено пет жандарма и заплењено пет пушака.
У близини села Драчића жандарми су крајем јула ухапсили Саватија Станишића, ранијег секретара Окружног комитета СКОЈ-а и члана Окружног комитета КПЈ за Ваљево, који се налазио у обиласку терена. Након хапшења, он је био спроведен у Ваљево и предат Немцима. Како је био један од најистакнутијих партијских радника ваљевског краја, донета је одлука о његовом ослобађању, а пошто ову акцију није било могуће извести у самом Ваљеву, борци Колубарске чете су одлучили да заробе неког немачког официра или подофицира и да га замене за Станишића. За ову акцију је била одређена специјална десетина, која је на Буковима, западном делу планине Маљен, на путу Ваљево—Ужице поставила заседу, у коју су упала тројица немачких војних полицајаца на мотоциклу. Партизани су их позвали на предају, али су они то одбили након чега је избио сукоб у коме је један Немац убијен, један заробљен, а једна је успео да побегне. Стева, који је био учесник ове акције, предао је заробљеног Немца члановима Главног штаба и поклонио им два заплењена пиштоља. Након тога, Немцима у Ваљеву је послато писмо с предлогом о замени заробљеног војника за Станишића, али су они то одбили. Окупатор је оштро реаговао на ову акцију и 28. јула 1941. године, као одмазду за једног убијеног и једног заробљеног војника, стрељао на Буковима 81 човека, који су претходно похапшени у Косјерићу и Мрчићима. Од акције ослобођења Станишића није се одустало и нова прилика за његово ослобођење указала се месец дана касније, 20. августа 1941. приликом његовог транспорта у Ужице. Партизани су том приликом поново поставили заседу и када су наишли немачки камион и путнички аутомобил, отворили су на њих ватру захтевајући да пусте Станишића. Немци су то одбили и прихватили борбу, док су жандарми остали у камиону да чувају Станишића. Када су увидели да ће партизани успети да ослободе заробљеника, они су га изболи бајонетима и убили. У овом сукобу партизани су убили једног немачког војника и једног ранили, након чега су се повукли јер је из правца Ваљева Немцима стигло појачање.
О партизанској акцији на Буковима писао је и Владимир Дедијер у свом ратном Дневнику. Он је септембра 1941. године боравио у селу Дулене, код Крагујевца, где је 16. септембра 1941. одржано саветовање Главног штаба НОП одреда Србије. Дедијер је тада од Сретена Жујовића Црног чуо о овој акцији и записао је у свој дневник, али је погрешно означио да се одиграла почетком јула, па је забележио као прву устаничку акцију изведену након 22. јуна. Након рата, приликом припреме Дневника за штампу, он је преко Милета Милатовића добио одређене информације о овој акцији па их је навео у напомени.

### Устаничке борбе
Убрзо након формирања новог Штаба Колубарске партизанске чете, крајем јула 1941. године, она је почела са планирањем већих оружаних акција. Прва таква акција била је припремљена за 4. август 1941. године, када је планиран изненадни напад на Мионицу. Партизани из Колубарске чете, под командом Радивоја Јовановића, планирали су да се у току ноћи привуку Мионици и у зору изненаде жандармеријску посаду, али су приликом приласка месту наишли на једног жандарма, који је припуцао и на тај начин упозорио остале жандарме, који су се потом припремили за борбу и одбили партизански напад. Пар дана касније, 8. августа 1941. борци Колубарске чете су извели успешан напад на Љиг. Овог пута су успели да изненаде и опколе жандарме, који нису били у могућности да пруже било какав отпор. Тада је заробљено 14 жандарма и већа количина наоружања. Потом је у центру Љига одржан збор коме је присуствовало преко 300 људи, након чега су партизани напустили град. Убрзо по нападу на Љиг извршена је 10. августа нова акција — напад на композицију немачког воза на железничкој станици у Латковићу, на прузи Чачак—Београд. У овој успешној акцији убијено је седам Немаца, а један заробљен.
На предлог чланова КПЈ, који су радили на железничкој станици у Лајковцу, где су се тада укрштале пруге узаног колосека из четири правца — Београд, Ваљево, Чачак и Младеновац, а уз сагласност Окружног комитета КПЈ за Ваљево и чланова Главног штаба за Србију, донета је одлука о нападу на Лајковац, у коме се тада налазила посада од 40 Немаца и око 20 жандарма. Напад је извршен у току ноћи 14/15. августа и у њему је учествовало 68 бораца Колубарске чете, а прикључили су им се и командант и политички комесар Ваљевског одреда Здравко Јовановић и Милосав Милосављевић. Напад је изненадио немачку и жандармеријску посаду и већ у првом налету партизани су убили више Немаца и жандарма. Неколико Немаца попело се на спрат зграде железничке станице, одакле су пуцали на партизане. Борба је трајала око два часа, а за то време партизани су, уз помоћ радника из ложионице, уништили објекте у ложионици и железничку станицу, а две локомотиве су под пуном паром пуштене у правцу Београда, након чега су искочиле из колосека. У току борбе неочекивано је стигла једна немачка композиција из правца Чачка у којој је био већи број наоружаних Немаца, који су одмах ступили у борбу. Партизани су након тога извршили неколико јуриша бомбама на воз, оштетили га и нанели Немцима губитке. У свануће 15. августа партизани су се повукли из града. Немци и жандарми имали су око 40 мртвих и рањених, а партизани осам рањених, од којих двојицу теже.
У овој акцији Стева Филиповић се као заменик командира чете посебно истакао храброшћу, а нарочито у борби против пристиглих Немаца на железничкој станици. С пиштољем и бомбама у рукама, вешто се провлачио између вагона, проналазио немачке аутоматичаре и са својим борцима полако чистио композицију воза. О успешно извршеној акцији, која је снажно одјекнула у народу, писано је у четвртом броју „Билтена Главног штаба”, где је између осталог записано — у борби су се нарочито истакли својим јунаштвом командир партизанског одреда Брадоња, активни потпоручник и његов заменик електричарски радник из Крагујевца. У истом броју билтена писано је и о нападима Колубарске чете на Мионицу и на железничку станицу у Латковићу. Након ове борбе Стева Колубарац је постао познати борац, не само у Колубарској чети, већ у целом Ваљевском партизанском одреду око кога су почеле да круже разне легенде.
Крајем августа 1941. године, Главни штаб НОП одреда Србије је издао задатак Штабу Ваљевског партизанског одреда да изврши ослобођење преосталог дела ваљевског округа, с тим да најпре буде ослобођено подручје Рађевине, односно заузета немачка упоришта у руднику Столице и Крупњу, који је био средиште рађевског среза. За извршење овог задатка била је ангажована Рађевска партизанска чета, под командом Милоша Дудића и Жикице Јовановића Шпанца, која је деловала на овом терену. Након првих успешних устаничких борби, у партизанске чете Ваљевског одреда се јављао све већи број добровољаца па су оне нагло повећале број бораца. Колубарска чета је тада издвојила једну групу од око 50 бораца и упутила је у Рађевину, као помоћ Рађевачкој чети у предстојећим акцијама. На чело ове посебне групе колубарских партизана био је постављен Стева Филиповић. Заједно са рађевским партизанима, Стева је са својом групом учествовао у борби за заузимање рудника Столице у ноћи 1/2. септембра 1941. године, која је извршена под комадом Жикице Шпанца. Одмах потом увече 2. септембра је отпочео напад на Крупањ, у коме се налазио немачки гарнизон од око 300 војника. Овај напад организован је у сарадњи са војно-четничким одредима попа Владе Зечевића и поручника Ратка Мартиновића, а партизанским снагама је командовао потпоручник Милош Дудић, командир Рађевске чете. Пошто су очекивали партизански напад, Немци су се припремили за одбрану и утврдили се у згради болнице, као и у зградама топионице антимона. Из ових објеката они су унакрсном митраљеском ватром бранили прилазе зградама у којима су се налазили. До јутра 3. септембра партизанско-четнике снаге су успеле да уђу у Крупањ, али нису успели да савладају немачка упоришта.
Зграда болнице се налазила на месту погодном за одбрану и преко дана јој се није могло прићи, па се за следећи напад чекала ноћ. У току следеће ноћи 3/4. септембра, борба је обновљена нападом бомбаша на болницу. Акцију бомбаша је организовао Жикица Јовановић, који је то научио у грађанском рату у Шпанији. Сви бомбаши су били добровољци, који су се сами јавили за овај тежак и опасан задатак, а међу њима је био и Стева Филиповић, као и већ познати бомбаши Петар Јовановић Комирићана и Богосав Митровић Шумар. Јака непрекидна ватра са партизанских положаја, омогућила је бомбашима да приђу до зграде болнице и у њу убаце бомбе. Немци су позивани на предају, али су они на те позиве одговарали ватром. Око поноћи се поновио напад бомбаша, али су и њега Немци успели да одбију. Пред саму зору, 4. септембра, бомбаши су успели да приђу болници и поново убаце већи број бомби, а међу њима и динамитске бомбе направљене у руднику Столице од заплењеног материјала. Ове бомбе изазвале су јаку детонацију и створиле немир међу Немцима. Тада им је упућен нови позив на предају након чега су истакли белу заставу. Ипак, она је брзо повучена и борба је поново настављена. Недуго потом отпочео је ваздушни напад на Крупањ, који су немачке снаге, опкољене у болници, искористиле да у неколико колона напусте зграду болнице. Крећући се ка селу Завлака, ове снаге су упале у партизанско-четничку заседу у којој је било заробљено 108 немачких војника, међу којима је било око 30 рањеника. Мањи део немачких снага, њих око 60, успео је да се провуче између устаничких положаја и да стигне до Ваљева.
Ослобођењем Крупња био је утврђен центар прве слободне територије у западној Србији, на коју је 22. септембра 1941. године дошао командант Главног штаба НОПОЈ и генерални секретар КПЈ Јосип Броз Тито. Ту је први пут видео заробљене немачке војнике, који су уједно били и једини немачки заробљеници у читавој Европи. Након доласка у Крупањ, Тито је у Столицама 26. септембра 1941. године одржано војно-политичко саветовање на коме су анализирана дотадашња искуства, размотрена питања даље ослободилачке борбе и донете одлуке за учвршћење и развијање даље борбе. О борби за ослобођење Крупња писано је у „Билтену Врховног штаба” број 7. и 8. штампаном 1. октобра 1941. године. У овом броју објављена је похвала команданта Врховног штаба штаба у којој се каже — Изражавамо наше признање и захвалност храбром бомбашком одељењу Ваљевског партизанског одреда, које је својим храбрим налетом на Крупањску болницу, где су се били утврдили Немци, ручним гранатама нанело непријатељу велике губитке и тиме убрзало капитулацију Немаца.
У току боравка Стевине групе у Рађевини, Колубарска чета је 7. септембра заузела Љиг, а 10. септембра је у њему водила тешке борбе с Немцима, који су из Ваљева упућени да га поново заузму. Борба је вођена у целом месту, а посебно јаке борбе вођене су у центру Љига, током којих је интервенисала и немачка авијација. Иако бројније и боље опремљене, немачке снаге нису успеле да савладају партизански отпор и морале су се повући ка Ваљеву. Након ослобођења Љига, у Колубарску чету су почели масовно да долазе нови борци, па је одлуком Штаба Ваљевског партизанског одреда она реорганизована у Колубарски партизански батаљон, који је у свом саставу имао шест чета. За команданта Колубарског батаљона именован је Жикица Јовановић Шпанац, пошто је дотадашњи командант Колубарске чете Радивоје Јовановић Брадоња био тешко рањен у борби у Љигу. Стева Филиповић је тада био постављен за команданта Друге колубарске чете. Убрзо након тога Ваљевски партизански одред је у садејству са подринским четницима Драже Михаиловића отпочео са блокадом Ваљева. Јединице Ваљевског одреда, које су учествовале у блокади, су чиниле — Рађевски батаљон, делови Подгорског батаљона, као и три чете Колубарског батаљона, међу којима је била и Стевина Друга чета. Колубарци су запосели путеве који су од Ваљева водили ка Ужицу, Мионици и Београду и водили борбе с Немцима који су покушавали да пробију устаничку блокаду. На овом сектору, Немци су 21. септембра, с јаким снагама од око 400 војника и четири тенка, као и јаком артиљеријском ватром из града, покушали пробој, али су снажном ватром Колубарског батаљона одбијени.

### У Подринском одреду
Како би угушио устанак у Србији и извршио деблокаду својих гарнизона у Шапцу и Ваљеву, који су били у окружењу, окупатор је крајем септембра 1941. године покренуо Прву непријатељску офанзиву против устаничких снага. Први део ове офанзиве познат као „Операција Мачва” имао је за циљ заузимање и чишћење подручја Мачве од устаничких снага. За ову операцију окупатор је ангажовао своју 342. пешадијску дивизију и знатне квислиншке снаге. На удару непријатељске офанзиве први се нашао Мачвански, односно Подрински партизански одред, који је деловао на овом терену. Након разбијања блокаде Шапца, партизанске снаге су водиле тешке борбе борбе на Церу и Иверку. Након добијања вести о продору јаких окупаторски снага и повлачењу партизана из Мачве, Врховни штаб НОП одреда Југославије је ради заустављања даљег продора надмоћних немачких јединица послао члана Главног штаба НОП одреда Србије Филипа Кљајића на угрожени сектор да организује одбрану Цера, Поцерине, Јадра и ослобођене територије у залеђу и руководи операцијама свих устаничких јединица, док је Штабовима Ваљевског и Посавског одреда наређено да пошаљу помоћ у људству Подринском партизанском одреду. Штаб Ваљевског одреда је одлучио да у Лозницу на тзв. „Шабачки фронт” пошаље Четврту чету Колубарског батаљона, под командом Стеве Филиповића. Ова чета је из рејона села Причевића, преко Крупња и Тршића стигла до Лознице, а одатле је пребачена камионима до Лешнице, где их је политички комесар Подринског одреда Данило Лекић Шпанац упутио на положај код Новог Села. На овом положају чета је заједно са Лозничком партизанском четом 6. октобра 1941. године водила тешке борбе против немачких снага из Прњавора.
Главнина Подринског партизанског одреда, која је успела да избегне окруживање, концентрисала се на северним падинама Цера и одавде наставила да пружа отпор знатно јачим окупаторско-квислиншким снагама. Након сређивања стања, Подрински одред је у ноћи 9/10. октобра извршио напад на немачке снаге у Прњавору. Јаким снагама 342. пешадијска дивизија је у ноћи 13/14. октобра принудила партизанске снаге на повлачење са Цера и наставила наступање према Крупњу, који је заузела 20. октобра. Даље наступање немачких снага привремено је заустављено код Завлаке, након чега су наставиле наступање ка Ваљеву овладавајући комуникацијом Београд—Ваљево и заузимањем Уба и Лајковца. У току ових борби чета Стеве Филиповића и чета Лале Станковића су повукле у село Шљивову, код Крупња, а одатле су биле упућене у Рађевске Ставе, где је Стевина чета заузела положај на путу испред села Гуњака. Након избијања немачких снага, почела је огорчена борба. Борци Стевине чете су упорно бранили, пролаз кроз Гуњаке, али услед јаког напада они су морали да одступе. У овој борби нарочито се истакао Стева, као и митраљезац Ђорђе Димић. Након продора у Ваљево, Немци су се повукли из Крупња и Столица, у које су поново ушле јединице Подринског и Ваљевског одреда. Тада је у Столицама 30. октобра одржано заједничко саветовање војно-политичких руководстава из Мачве и Рађевине са Филипом Кљајићем чланом Главног штаба НОП одреда Србије, на коме је анализирана ситуација након продора 342. дивизије у Мачву. Подрински партизански одред је био преполовљен и имао је тада око 500 бораца. Још раније након потискивања Подринског одреда са Цера, Врховни штаб је смењивањем казнио политичког комесара Данила Лекића Шпанца, а на његово место је привремено постављен Душан Остојић. Након борбе код Пецке, 26. октобра за политичког комесара Подринског одреда био је постављен Стеван Филиповић, док је Данило Лекић био именован за заменика команданта одреда Небојше Јерковића.
Штаб Подрињског одреда је настојао да се врати у Мачву, на свој терен, па је своје чете упутио према Церу и Видојевици. Потом су све чете окупљене у манастиру Чокешини, где су Јерковић, Остојић и Филиповић 3. новембра одржали саветовање са војно-политичким руководиоцима чета. На саветовању је разматрано питање борбене способности чета, услед тешког стања, које је изазивало дезертерства, као и однос према четницима, након почетка партизанско-четничког сукоба у Пожеги. Пошто је запретила опасност да се јадарски, рађевски и азбуковачки четници прикупе и заузму Крупањ, као и да опколе партизанске чете на Церу и Видојевици, Штаб одреда је наредио четама да се разиђу на терен. Након продора немачких јединица у Лешницу и прикупљања четничких снага у Лозници, где се у четничком затвору налазила већа група похапшених партизана, Штаб одреда је у страху да четници заробљене партизане не предају Немцима, одлучио да нападне Лозницу и ослободи заробљенике. Напад на Лозницу извршен је у ноћи 13/14. новембра. Око поноћи се борба водила у самом центру Лознице, након чега су четници затражили примирје што је Штаб Подринског одреда прихватио и повукао своје јединице на почетне положаје. Тада су отпочели преговори са четницима око предаје заробљених партизана, а након пропасти преговора следеће ноћи је уследио нови напад на Лозницу. У поновном нападу партизани су заузели пола града и приморали четнике на поновне преговоре око предаје заробљеника. Док су трајали нови преговори, ујутро 15. новембра су у Лозницу почеле да улазе немачке снаге. Ову ситуацију су искористили припадници војно-четничког одреда Владе Зечевића и из затвора ослободили заробљене партизане, који су на тај начин избегли предају Немцима.
Након уласка Немаца у Лозницу, Подрински одред се повукао на раније положаје с циљем да од окупатора брани Столице, Крупањ и део слободне територије. Половином новембра, у окупирану Србију је са Источног фронта стигла немачка 113. дивизија, након чега је 25. новембра отпочела друга фаза Прве непријатељске офанзиве позната као „Операција Ужице”. Немачка 342. дивизија имала је задатак да изврши продор од Ваљева, преко Пецке, до Љубовије и да одатле, преко Рогачице и Бајине Баште, нападне на Ужице. На овом подручју окупаторско-квислиншке снаге су водиле тешке борбе са Подрињским одредом. У току ових борби, Стеван Филиповић је био са четом Лале Станковића, која је на простору Цикоте—Ступница—Брезјак 28. новембра 1941. водила борбе с Немцима. Они су потом добили наређење од Небојше Јерковића да се повуку иза Крупња, како им непријатељ не би пресекао одступницу. Ујутро 29. новембра 1941. чета је дошла близу Столица, где је наишла на Немце, па се под борбом морала повући ка Шљивови. За то време, главнина партизанских одреда из западне Србије и Шумадије није могла да се одупре надмоћнијим немачким снагама, па су јединице 113. дивизије заузеле Чачак 28. новембра, а јединице 342. дивизије продрле у Ужице 29. новембра, чиме је престала да постоји слободна територија позната као „Ужичка република”. Након пада Ужица, Врховни штаб НОПОЈ се са главнином партизанских снага повукао у Санџак, који је био у италијанској окупационој зони.

### Слом устанка и заробљавање
Након продора немачких снага правцем Ваљево—Ужице, снаге Подринског и Ваљевског партизанског одреда су се нашле одсечене од Врховног штаба и главнине партизанских снага, па се нису могле повући у Санџак. Чете Подринског одреда су се до 1. децембра 1941. године прикупиле на Петровој стени, на Соколској планини где су се краће задржале ради сређивања стања. Штаб одреда је овде одржао састанак са Милошем Минићем инструктором Покрајинског комитета КПЈ за Србију при Окружном комитету КПЈ за Ваљево. Убрзо потом је 4. децембра у селу Драгодолу, код Осечине одржано саветовање политичких и војних руководилаца Подринског и Ваљевског одреда и Тамнавског батаљона Посавског одреда с циљем анализирања новонастале ситуације и учвршћивања борбене способности партизанских снага. Саветовању су присуствовали инструктори Покрајинског комитета за ваљевски и шабачки округ Милош Минић и Миле Ивковић, док су Подрински одред представљали — командант Небојша Јерковић, заменик команданта Данило Лекић Шпанац и политички комесар Стева Филиповић. Врховни штаб је након повлачења из Ужица, 1. децембра у селу Радоињи одржао састанак на коме је одлучио да се једна група руководилаца врати у западну Србију и повеже са партизанским одредима и групама, које су остале на овом терену. Међу првима се вратио Радивоје Јовановић Брадоња, који је успоставио везу са Колубарским батаљоном, а након њега се вратила и група партијских радника коју је предводио Мирко Томић, члан Главног штаба НОП одреда Србије. Он је по доласку у Штаб Ваљевског одреда сазвао ново саветовање, које је одржано 14. децембра у Драгодолу. На Томићево инсистирање на саветовању је одлучено да се сви партизански одреди упуте на своју територију у циљу даљег војно-политичког рада у позадини окупатора.
Одмах после новог саветовања, половином децембра 1941. године Штаб Подринског партизанског одреда је у близини села Царина, код Осечине извршио реорганизацију одреда формирајући од дотадашњих чета два батаљона — Први поцерски и Други мачвански. Приликом реорганизације извршене су и промене у Штабу одреда. Стева Филиповић је тада изразио захтев да га ослободе дужности политичког комесара и да га пребаце у јединицу па је био именован за команданта Првог поцерског батаљона, док је за политичког комесара одреда био постављен Радован Вуковић. За политичког комесара Стевиног батаљона постављен је Димитрије Бајалица, а у њему су се налазили и народни хероји — Јосип Антоловић и Радојица Ненезић. Подељен у два батаљона Подрински одред је 16. децембра кренуо у Мачву. Стевин Први поцерски батаљон имао је задатак да изврши покрет са простора Царина—Пецка—Драгодол са источне стране; да пређе реку Јадар и пут Ваљево—Лозница, између Драгинца и Осечине; да избије на Цер између Милине и Букора и да се одатле пробије кроз Поцерину, с обе стране пута Текериш—Шабац, делом према Мачви, а делом према Сави источно од Шапца. Штаб Одреда и политички радници који су се налазили на саветовању у Драгодолу, тада су се такође поделили у две групе, па је са Првим батаљоном кренуо заменик команданта Одреда Данило Лекић Шпанац, инструктор Покрајинског комитета Миле Ивковић, секретар Окружног комитета за шабац Добросав Радосављевић Народ, чланови Окружног комитета Милорад Петровић Ујак и Здравко Шестић, као и члан Окружног комитета СКОЈ-а Селе Јовановић.
Први поцерски батаљон је на свој терен упућивао чету по чету са размаком од два-три дана. Друга и Трећа чета које су прве кренуле ка Мачви, сукобиле су се са легализованим четницима и након тога су се прикључиле Другом мачванском батаљону, с којим су касније биле уништене. Последња је из Драгодола, 19. децембра 1941. године кренула Прва чета под командом Јосипа Антоловића и са њом Штаб батаљона и политички радници. Крећући се правцем Пецка—Гуњаци—Бастав—Белотић—Бела Црква—Равнаја—Комирић—Коњуша чета је 22. децембра стигла у Горњу Сипуљу. Сутрадан је послата патрола у село Милину, како би ухвати везу са Вргоњином четом из Другог мачванског батаљона, али пошто тамо није било никога, одлучено је да на заказани састанак на Кумовац пођу Данило Лекић, Добросав Радосављевић и Стева Филиповић, у пратњи тројице курира — Миодрага Шестића, Милета Берића и Душана Квачановића. Успели су да заобиђу Текериш, где се налазила једна четничка чета и избију на Цер, али нису наишли на партизанске јединице. У Милини су на снегу видели трагове крви, на основу чега су закључили да је овде вођена борба. Када су се приближавали вису Кумовац, који је био одређен као зборно место Штаба Подринског одреда, наишли су на четничке положаје. Пошто нису могли да прихвате борбу, они су се разишли на три стране — Добросав Радосављевић и курир Миле Берић су кренули ка Белој Реци, Миодраг Шестић је кренуо ка Липолисту Данило Лекић, Стева Филиповић и курир Душан Квачановић кренули су назад према Милини и Сипуљи, спуштајући се на јужну страну Цера. Избегавајући путеве и стазе, а пошто нису познавали овај терен, дуго су лутали преко јаруга и потока. Када је пала ноћ, стигли су до села Трбосиље, код Лознице. Преморени и прозебли решили су да уђу у прву кућу на коју наиђу, како би се одморили и угрејали.
У ноћи 23/24. децембра 1941. наишли су на кућу Владислава Ђукинића, у којој је горело светло. Стева Филиповић који је ишао напред и Душан Квачановић, који је ишао за њим, ушли су у кућу, али су убрзо били савладани од легализованих четника лозничког војводе Дамјана Тешмановића Даке. Данило Лекић, кога су болеле ноге, заостао је око педесет метара за њима што га је спасило од заробљавања. Опрезно се удаљио одатле и након неколико дана успео да стигне у Драгодол. Након заробљавања четници су Стеву и Душана везали и затворили у једну просторију, а сутрадан 24. децембра су их одвели војводи Даки, који се налазио у кући Живојина Ђукинића. Овде су их читавог дана испитивали и тукли. Стева није желео ништа да каже, чак ни своје име, али након што су четници почели да муче петнаестогодишњег курира Душана Квачановића, он је у жељи да га заштити, четницима открио свој идентитет и признао да је Стева Колубарац, о коме су већ тада кружиле легендарне приче. Четници су их сутрадан одвели у Јадарску Лешницу и предали припадницима Српског добровољачког корпуса. Приликом спровођења, четници су у Јошеви свратили у кафану, што је Стева искористио да одвеже руке и узме једну пушку, али пошто она није имала муниције, четници су га поново савладали и претукли. Љотићевци су Стеву и Душана одвели у Лешницу, где су преноћили, а потом у Прањавор, где су такође преноћили, а сутрадан су их возом спровели у Шабац, где су предати Немцима и затворени у подрум жандармеријске станице.
Половином јануара 1942. године квислиншка штампа је писала чишћењу Мачве од партизана, па је у том контексту било поменуто и хапшење Стеве Филиповића. Био је то толико важан догађај да је о њему известила и престоничка штампа. Вечерњи лист „Обнова” у броју од 10. јануара 1942. године објавио је велики текст под насловом „Страховит пораз остатака комунистичких банди на огранцима Иврека и Цера” у којем је описана акција разбијања Подринског партизанског одреда. Био је објављен и списак заробљених партизана, међу којима се налазило и име Стевана Филиповића с краћим биографским подацима — Стеван Филиповић металски радник из Метковића у Далмацији, командант комунистичког батаљона. Ухваћен код села Милине 23. децембра. Вест о заробљавању партизана у Мачви, објавио је и лист „Ново време” 14. јануара у чланку свог дописника из Шапца под насловом Очишћена Мачва. У овом чланку се између осталог каже да је огромна већина криваца за погибију многих невиних похватана или побијена. Међу њима се налази велики број интелектуалаца који су на најбезобразнији начин вршили насилно одвођење наших мирних сељака, а потом је уследио списак заробљених, са краћим описом — Стева Филиповић, звани Колубарац, Хрват из Опузена крај Метковића, металостругарски радник и као такав један од вођа комунистичког покрета код нас. Интелигентан, успео да се прогура до највиших места у одреду.

### Истрага и јавно вешање
Након три дана спровођења од Трбосиља до Шапца, Стево Филиповић и Душан Квачановић су се 27. децембра 1941. године, након предаје Немцима, нашли у подруму жандармеријске станице у Шапцу. Овде су, са још неколико заробљених партизана, били три дана, а 30. децембра су их извели у двориште како би видели мртве партизане који су донети на саоницама. Међу мртвим партизанима били су — командант Подринског одреда Небојша Јерковић, командант Другог мачванског батаљона Александар Станковић Лала, као и борци Мика Граор и Моша Срнић, који су страдали 27. децембра у сукобу са припадницима Српског добровољачког корпуса у Белој Реци. Сутрадан, 31. децембра Стева и Душан су били одведени у Шабачки логор, који је био један од три нацистичка логора у Шапцу. Били су смештени у соби број 1, у којој се налазило више заробљених партизана. Прво време их нико није саслушавао, али су свакодневно били малтретирани, посебно увече када су долазили Немци и љотићевци који су постројавали затворенике и тукли их. Недуго након хапшења, петнаестогодишњи партизански курир Душан Квачановић је био пребачен у други затвор, а потом одведен у концентрациони логор у Немачкој.
Током боравка у логору, Стева се сусрео са многим заробљеним партизанима, међу којима је био и курир Подринског одреда Миодраг Шестић. Једног дана командант логора штурмбанфирер и припадник СС-а Паул Штаубе је наредио да се построје сви заробљени партизани, када их је обишао преко тумача је рекао да комунисти иступе корак напред. Стева је тада једини искорачио напред, што је изненадило све присутне, па чак и команданта логора. Након овога је био затворен у самици. Повремено је одвођен на саслушања у Фелдкоманду, али иследници тамо нису могли од њега да добију жељене информације о партизанима и њиховим сарадницима. Пошто нису могли добити никакву информацију, Немци су га 20. фебруара 1942. године предали Гестапоу у Београду, где је био у затвору у Ратничком дому. По наређењу СС мајора Бруна Сатлера, над њим је спроведено „пооштрено саслушање”, али оно није дало никакве резултате, па је СС потпуковник Лудвиг Тајхман његов досије са ознаком „Ф-102” закључио карактеристиком „немогућ случај”. Након тога, Стева је 25. марта послат у Ваљево, Штабу 741. пешадијском пуку ради погубљења.
Прва прилика за погубљење Стеве Филиповића била је 27. марта 1942. године на прву годишњицу војног пуча и великих демонстрација против приступања Краљевине Југославије Тројном пакту. Тог дана, по налогу окупационих власти, припадници Српске државне страже су у Ваљеву, Обреновцу и Убу извршили јавна вешања, раније заробљених и осуђених на смрт, партизана из Посавског партизанског одреда. У Ваљеву, на Градском тргу су обешени — Стеван Борота и Јосиф Мајер, командир и комесар чете у Тамнавском батаљону; у Обреновцу, на вашаришту су обешени Влада Аксентијевић и Будимир Буда Давидовић, члан ОК КПЈ и секретар ОК СКОЈ-а за Обреновац, док су у центру Уба обешени Добросав Симић и Светозар Света Поповић, командант и борац Трећег посавског батаљона. Иако је првобитни план био да се поред Бороте и Мајера у Ваљеву обеси и Стева Филиповић, од тога се одустало јер се он физички налазио у врло лошем стању након тортуре која је вршена током ислеђивања у Шапцу и Београду, а у Ваљево је донет у ћебету, јер није могао да стоји на ногама. Окупатор није желео да на вешање изведе изнемоглог човека, како његова појава не би изазвала сажаљење код присутних грађана. Да би се што пре физички опоравио, Стева није одвођен на саслушања, јер су она била узалудна.
Из ваљевског затвора, Стева је успео да преко једног затвореника пошаље поруку сестри Јелици, која је након сазнања да јој се брат налази у ваљевском затвору, затражила да га посети и након много перипетија то јој је дозвољено. Сусрели су се накратко у ходнику затвора, а пошто је био у лошем стању, двојица затвореника су му помогла да дође из собе. Јелица се растужила када је видела брата у лошем стању, а он је тешио и распитивао се за браћу. Тада је сазнао да му је старији брат Шимун страдао у масовним стрељањима у Крагујевцу, октобра 1941. године, а да је млађи брат Никола са главнином партизанских снага прешао у Босну. Саветовао је сестру да чува најмлађег брата Драгана и да помогне Народноослободилачки покрет. На растанку сестра му је предала одело у коме је касније обешен — браон сако и драп панталоне са штрафтама, као и капу „титовку”.
Одлуком војног суда немачке 714. пешадијске дивизије Стеван Филиповић је био осуђен на смртну казну вешањем, а јавна егзекуција је била заказана за петак 22. мај 1942. године у 11.00 часова на пијаци у Ваљеву, пошто је тог дана био пазарни дан. Тим поводом Драгомир Лукић, окружни начелник Ваљева, је упутио јавно саопштење грађанима с позивом да присуствују вешању Филиповића, који је означен као „вођа бунтовника”. Организација и извршење смртне казне било је поверено припадницима Српске државне страже. Командир српске пољске страже среза ваљевског капетан прве класе Говедаревић добио је задатак да с групом стражара осуђеног Филиповића спроведе од затвора команде места до места егзекуције, пешадијски поручник Бошко Томић је био одређен да непосредно пре извршења прочита пресуду, а поручник Радован Радуновић је био задужен да изда команду за извршење. За непосредно извршење вешања добровољно су се јавили четници Станоје Јовановић и Радисав Јовановић, припадници легализованог Ваљевског четничког одреда, који је био под командом војводе Милорада Радића Пинде.
На дан 22. маја 1942. године група од десетак стражара је око 10.30 часова из зграде немачке команде у Карађорђевој улици, преузела Филиповића и повела га ка месту егзекуције. Након изласка на улицу, Стева је угледавши прву већу групу грађана почео да виче — Живели народни ослободиоци, живели комунисти! Доле фашисти и издајници српског народа. Живео Стаљин. Корачајући храбро и војнички, позивао је окупљене грађане да се укључе у борбу против окупатора и квислинга. На првом углу, код хотела „Централ” скренули су десно у улицу Вука Караџића, која је водила ка пијаци и месту које је било одређено за губилиште. Око двадесетак-тридесет грађана ишло је тротоаром упоредо са жандармима и Филиповићем, који је успут непрекидно позивао на отпор непријатељу. Пролазећи поред зграде ваљевске гимназије и Хипотекарне банке ступили су на пијачни трг. Жандарми су били узнемирени због Филиповићевог обраћања народу, па су скратили путању кретања и уместо да с оптуженим иду око трга, они су раније дошли до места за егзекуцију.
Вешала су била постављена на средини пијачног трга, у непосредној близини места на коме су Турци јануара 1804. године извршили сечу кнезова Алексе Ненадовића и Илије Бирчанина. На тргу се окупило око 3.000 људи, а поред грађана Ваљева и околних места, који су дошли због пазарног дана, ту је било и доста припадника Српског добровољачког корпуса и легализованих четника Косте Пећанца, полицијских агената, немачких војника и припадника немачке заштитне полиције. Мало пре довођења Филиповића, на трг је стигао аутомобил с немачким официрима. Приступ простору око вешала је био дозвољен само званичним лицима. Пошто су стражари скратили маршруту кретања, они су с Филиповићем на трг стигли око 10.40 часова, што је било десетак минута пре предвиђеног рока. Доласком пред вешала Стева је наставио да виче и говори вређајући окупатора и Хитлера, кличући комунизму и радничкој класи. Један од присутних немачких официра тада се побунио и затражио да се вешање што пре изврши иако није било 11 часова. Након што је поручник Томић прочитао судску пресуду, Стева је обратио окупљенима речима — Шта чекате, што трпите, узимајте пушке и истерајте жгадију из земље. Живела Комунистичка партија Југославије, живела Црвена армија! Након тога су му одвезали руке и двојица четника су пришла да му ставе омчу, али је он то одбио речима — Немојте, браћо Срби, ви да ме вешате, нека ме вешају Немци! Пошто је један четник био упоран, Стева је сам узео омчу и десном руком је ставио око врата, након чега се попео на последњи степеник вешала. Знајући да има право на последњу реч, Стева се са дигнутим рукама и стегнутим песницама поново обратио окупљеном народу, позивајући га у борбу против окупатора. При крају говора, вешалима је пришао немачки официр са упереним пиштољем, али су га други официри спречили да пуца, па је он ногом одгурнуо клупицу на којој је Стева стајао, након чега се омча затегла и наступила смрт. После извршења смртне пресуде тело Стеве Филиповића је остало да стоји на вешалима читава два дана, након чега је у ноћи 23/24. маја 1942. године скинуто и однето на непознато место, где је сахрањено.
У току Народноослободилачког рата погинула су и два Стевина рођена брата — старији Шимун и млађи Никола. Шимун Филиповић (1911—1941) стрељан је октобра 1941. године, заједно са више од 2.700 грађана Крагујевца, приликом масовних стрељања у овом граду. Непосредно пред стрељање, Немци су позивали ухапшене припаднике националности њихових савезника, да се јаве како би били издвојени. Иако је по националности био Хрват, што га је могло спасти, Шимун је одлучио да остане са осталим Крагујевчанима и подели заједничку судбину. Никола Филиповић (1918—1943) је у лето 1941. године постао борац Крагујевачког партизанског одреда, с којим се након Прве офанзиве повукао у Босну, где се касније борио у пролетерским бригадама. Погинуо је маја 1943. године на Зеленгори током Пете непријатељске офанзиве.

## Легендарна фотографија
Вешање Стевана Филиповића и његово херојско држање пред вешалима овековечено је серијом од десетак фотографија, од којих је најчувенија она на којој он подигнутих руку увис и стегнутим песницама с вешала позива народ у борбу. Ове фотографије снимила је тада седамнаестогодишња Слободанка Васић, која је радила као фотограф у фото-радњи Косаре Антић. Она је била родом из Пожаревца и од 1936. године је учила фотографски занат у Ваљеву, најпре у радњи Косарине мајке Милке Антић. Слободанка чији је задатак био да фотографише портрете често је ишла улицом и снимала људе. Вече пред вешање Стевана Филиповића, у фотографску радњу је дошао један младић и оставио цедуљу са позивом да сутра присуствује и фотографише вешање Филиповића. Као и претходних дана, Слободанка је била с фотографом у руци. Снимала је најпре испред зграде немачке комаде, а потом успут док су га водили улицама Ваљева. На крају, када се Стева попео на вешала пришла му је на око 4–5 m и уснимила познату фотографију. Након вешања отишла је у радњу и израдила фотографије, које су истог дана нашле у излогу радње. Многи Ваљевци су улазили у радњу и куповали фотографију с вешања као успомену. Пошто се фото-радња налазила испред зграде немачке команде, Немци и жандарми су упали у радњу, извршили претрес, запленили фотографије и снимљени филм. Пар дана касније Слободанка је била ухапшена и испитивана по чијем налогу је снимала фотографије, а петнаест дана касније је пуштена на слободу, након чега се преселила у Краљево, где је остала до ослобођења.
Исте вечери фотографија вешања Стевана Филиповића је била достављена заробљеним партизанима у ваљевском затвору, а на њеној полеђини је било записано неколико реченица из његовог говора. Примерци фотографије су током наредних ратних година скривани, а након ослобођења Београда октобра 1944. године Бранко Кеслер, зубар из Ваљева, је једну копију фотографије однео у Београд и предао тадашњем уреднику листа „Политика” Првославу Василијевићу. На насловној страни „Политике” од 4. новембра 1944. године појавила се фотографија Стеве Филиповића која је у наредним годинама и деценијама ушла у легенду и постала један од симбола пркоса фашизму. Реплика ове фотографије, у природној величини се налази у згради Уједињених нација у Њујорку. Иако светски позната фотографија, свуда је вођена као дело непознатог аутора. Четрдесет година касније, новинар листа „Фронт” Радивоје Давидовић је 1983. године објавио интервју са Слободанком Васић у коме је она испричала како је настала легендарна фотографија. Како је ауторство над фотографијом било спорно, јер су чланови породице Антић, где је Слободанка радила, желели да се представе као њени аутори, Радивоје Давидовић и његова супруга Мирјана Белић-Корочкин-Давидовић, новинарка „Политике”, почели су да трагају за истином. Дилему око ауторства над фотографијом разрешио је Ђорђе Одановић, професор фотографије на Академији уметности у Новом Саду, који је стручном експертизом потврдио да је Слободанка Васић аутор фотографије. Новембра 2012. године брачни пар Корочкин-Давидовић је издао књигу „Стеван Филиповић — истина о историјској фотографији”.

## Народни херој
Указом Председништва АВНОЈ-а постхумно је 6. јула 1945. одликован Орденом заслуга за народ првог реда, а четири године касније Указом Президијума Народне скупштине Федеративне Народне Републике Југославије, 14. децембра 1949. проглашен је за народног хероја. Истим Указом је за народне хероје проглашено укупно 29 партизанских бораца, међу којима је било и неколико Стевиних сабораца из ваљевског краја и западне Србије, као што су — Влада Аксентијевић, Драгојло Дудић и Милица Павловић Дара.
Лик Стевана Филиповић је након рата, током обнове и изградње земље и споменика посвећених НОБ који су у ово време масовно подизани, меморијализован и слављен кроз низ различитих споменика који су подигнути у његову част. Два најпознатија су била парафразе чувене фотографије Филиповића на вешалима постављени у Ваљеву и Опузену, али осим њих и разне бисте и спомен-плоче наведене испод. Крајем двадесетог и почетком 21. века, током распада Југославије и следећу деценију након тога, споменичко, али и друго наслеђе везано за народног хероја из протеклог периода је доживело девастацију — од рушења споменика, скидања биста и спомен-плоча, до преименовања улица са његовим именом, школа и других организација и установа.
Легендарна фотографија вешања Стеве Филиповића инспирисала је вајара Војина Бакића приликом израде скулптуре „Позив на устанак”, коју је 1947. године даровао родном граду Бјеловару, у спомен палим борцима, међу којима су била и четворица његове браће. Копија овог споменика је касније постављена и у Београду испред зграде музеја 4. јули на Дедињу, а њена слика се налазила и на плакети Споменице жртава фашистичког терора. Фасцинираност држањем Филиповића на вешалима инспирисала је Војина Бакића и приликом израде монументалног Споменика борцима Револуције у Ваљеву, који је свечано откривен 23. октобра 1960. године на брду Видрак изнад Ваљева. Споменик, израђен у лику Стеве Филиповића представља фигуру борца-партизана са високо подигнутим рукама, једно је од најпознатијих Бакићевих дела и један од симбола града Ваљева. Сличан споменик посвећен Стеви Филиповићу подигнут је 1978. године у његово родном месту Опузену и био је рад вајара Мира Вуце и Стјепана Грачана. На почетку рата у Хрватској, у ноћи 17/18. јула 1991. године овај споменик је миниран и уништен од стране хрватских националиста. Упркос различитим покушајима, до данас није обновљен, а 2010. године су уклоњени остаци овог споменика.
Поред ова два монументална споменика, у успомену на Стеву Филиповића подигнуто је неколико спомен-бисти и спомен-плоча. У парку испред Дома културе у Ваљеву, неколико метара од места где је обешен, поводом прославе Дана устанка народа Србије 6. јула 1976. године, откривена је спомен-биста, рада дубровачког вајара Маријана Коцковића, која је била поклон града Плоче граду Ваљеву. Биста је откривена у присуству аутора и Стевине сестре Јелице, а оригинални одливак бисте постављен је у Алеји револуционара у Великом спомен-парку револуције у Плочама. На таласу антикомунистичког сентимента, на почетку распада СФРЈ, биста је 1991. године срушена, као и мермерно постоље на коме је писало да је спомен-обележје братском народу Ваљева поклонио народ комуне Плоче, један од збратимљених градова Ваљева. Убрзо након рушења, биста је била обновљена, а ново рушење се догодило 13. јуна 2004. године, након чега су градске власти бисту склониле у просторије локалног комуналног предузећа, где је стајала пар година до своје нове обнове 2007. године. Поново обновљена биста је била мета вандала из неонацистичке организације Национални строј који су 13. августа 2009. године на бисти и постаменту нацртали кукасти крст. Полиција је ухватила починиоца, а споменик је очишћен. Оригинални одливак ове бисте, постављен у Плочама, оборен је заједно са другим бистама из овог спомен-парка почеком 1990-их година, док су према писањима интернет портала из Плоча од 2017. године, ове бисте склоњене у Дом у Баћини.
У Улици Стевана Филиповића у општини Савски венац у Београду, преко пута парка испред Музеја Југославије, 1981. године је откривена спомен-биста, рад вајара Радета Варинца. У парку испред дрвне индустрије „Стеван Филиповић”, која је од 1951. године постојала у Ваљеву, 1959. године је подигнута спомен-биста. Четири основне школе — из Београда, Великих Црљена и Опузена, као и Средња електропривредна школа из Београда, које су носиле име овог народног хероја, имале су бисте Стеве Филиповића које су уклоњене приликом преименовања ових школа крајем 1990-их и почетком 2000-их година. На некадашњој кући породице Филиповић, у Улици Краљевића Марка број 1. у Крагујевцу била је постављена спомен-плоча са основним подацима о Стевану Филиповићу. У парку испред Дома културе у Ваљеву, 7. септембра 1964. године откривена је спомен-плоча са натписом 22. маја 1942. године на овом месту је обешен народни херој Стјепан Стева Филиповић, а на спомен-гробљу на Крушику отвореном 7. јула 1964. године, у средишњем делу на једној од гранитних спомен-плоча подигнутих народним херојима који потичу или су деловали и пали на територији ваљевског краја, подигнута је и спомен-плоча посвећена Стеви Филиповићу, са натписом — Народни херој Стјепан Стева Филиповић рођен у Опузену, радник из Ваљева, командир чете Ваљевског партизанског одреда, Командант Мачванског батаљона, обешен 1942. године у Ваљеву. Посмртни остаци нису нађени. Испред улаза у касарну „Мика Митровић” у Шапцу, постављена је 23. октобра 1954. године спомен-плоча следећег натписа — Од септембра 1941. године до фебруара 1942. г. у касарни био је злогласни логор немачке казнене експедиције. У њему је било преко 25 000 грађана Подриња. Ту су вршена масовна батинања и у околини Шапца стрељано је око 3000 родољуба. Овде је мучен а потом спроведен у Ваљево и јавно обешен народни херој Стеван Филиповић Колубарац.
Родна кућа Стеве Филиповића у Опузену је решењем Регионалног завода за заштиту споменика културе у Сплиту 27. новембра 1975. године проглашена спомеником културе. Међународни „Опузен филм фестивал”, који је први одржан у лето 2011. године, као награду публике додељује награду у виду статуе „Стјепан Филиповић”, рад вајара Давора Поповића.

### Културно наслеђе
Осим кроз споменичка остварења, лик и дело народног хероја Стеве Филиповића је у Социјалистичкој Федеративној Републици Југославији слављено и кроз низ књижевних, музичких и филмских остварења, именовањем школа, улица и фабрика по њему и др.
У домену књижевности, познати књижевник и новинар Зоран Јоксимовић је 1971. године објавио романсирану биографију Стевана Филиповића под називом „Порука испод вешала”, која је доживела четири издања. По мотивима ове књиге драмски аматери из Јајца и Културно-уметничког друштва „Абрашевић” из Ваљева су са великим успехом играли истоимену позоришну представу коју је за сценско извођење драматизовао новинар Милан Илић из Загреба. Стевино херојство било је инспирација и многим песницима, међу њима Ристи Тошовићу, Петру Пајићу („То се не заборавља”), Драгославу Миљковићу („Стасај непобеђен”) и другим. Професор историје у основној школи „Стеван Филиповић” из Београда Велимир Веља Маринковић написао је монографију „Стева Колубарац” чије је делове објављивао у школском листу „Поруке”. Смрт га је спречила да објави књигу, а рукопис се налази у власништву породице. Ауторски двојац састављен од новинара Мирјане Белић-Корочкин-Давидовић и Радивоја Давидовића је 2012. године у издању аутора и Чигоја штампе објавио књигу „Стеван Филиповић — Истина о историјској фотографији” у којој доносе две приче — о животу и смрти народног хероја и причу о легендарној фотографији. Новинарка Јована Глигоријевић је у властитом осврту на књигу истакла да она поред тематике, представља и покушај рехабилитације од омаловажавања и спасавања од заборава лика и дела овог народног хероја, који је уследио са распадом Југославије.
У филмској уметности прво остварење везано за лик и дело Стевана Филиповића је тринаестоминутни филм „Металац” познатог режисера краткометражних документарних филмова Ратомира Ивковића снимљен 1961. године у продукцији „Дунав филма” из Београда. Филм је посвећен последњем дану живота народног хероја. Документарна редакција Телевизије Београд је у оквиру циклуса „Споменици револуције” снимила документарац „Поносом сковано име” посвећен Филиповићу, по сценарију Миладина Тешића. Филм је емитован 11. фебруара 1981. године на Другом програму Телевизије Београд. Почетком 2018. године дневне новине „Блиц” су објавиле документарни филм који се бави Стевановим ликом и делом и легендарном фотографијом. Режију и продукцију филма је урадио Станислав Гајица, новинар је Милана Пејић, монтажу и анимацију је урадио Игор Крапеж, фотографију и камеру Олег Јерковић и Роман Нуши, а презентер је Нела Бунчић. Иза целог пројекта је стајао главни и одговорни уредник интернетског издања „Блица” Марко Стјепановић.
Хероју Стеви

Од Србије па до мора

Твоје име свако зна.

Изнад поља, изнад гора

Непресушним сјајем сја.

За слободу живот даде,

За најдраже из свог сна;

Да срећнији живот граде

У слободи деца сва.

У школама нашим братским

Што их твоје име краси

Ти запали вечни пламен

Што се никад не угаси.

аутори: Зоран Петровић и Божидар Ташковић, 
На простору бивше Југославије постојало је укупно шест школа које су носиле његово име. Прва је назив „Стеван Филиповић” понела основна школа у Дивцима 1960. године. Након ње 1962. године је основна школа у Великим Црљенима, код Лазаревца понела Стевино име, а исте године, у Београду, у насељу Карабурма је отворена основна школа „Стјепан Стево Филиповић”. У Опузену је основна школа, чији је некада био ђак, назив „Стјепан Филиповић” понела 1967. године, а у Радаљу, код Малог Зворника је 1969. године, основна школа понела назив „Стеван Филиповић”. Средња Електропривредна школа у Београду је последња 1972. године добила назив „Стеван Филиповић”. Основне школе из Београда, Великих Црљена, Опузена и Диваца су се збратимиле и у оквиру програмске сарадње од 22. маја 1975. године организовале су наградне конкурсе литерарног и ликовног стваралаштва посвећене херојству Стеве Филиповића. Најбољи радови објављивани су у Зборницима дечијег стваралаштва ових школа и у заједничком школском листу „Поруке”. Сваке године организоване су заједничке свечане академије које су почињале химном „Хероју Стеви”, аутора Зорана Петровића из Диваца. Музику за двогласни хор компоновао је професор музике Божидар Ташковић из Београда, а певали хорови збратимљених школа. Касније се овој манифестацији придружила и основна школа „Стеван Филиповић” из Радаља. Плод сарадње ових школа је било и филмско дело, настало поводом успешне петогодишње сарадње школа. „Звезда филм” из Београда је 1980. године снимила краткометражни документарац „Дневник једне генерације”, који је поред животног пута и поруке Стеве Филиповића овековечио и живот младих генерација стасалих на његовом путу и идејама. Сценарио, режију и монтажу филма урадио је редитељ Јован Јовановић. Почетком деведесетих и у првој деценији двадесетпрвог века четири од ових шест школа су промениле назив. Прва је 1995. године основна школа у Опузену променила назив у основна школа „Опузен”, потом је 2003. године основна школа у Београду променила назив у основна школа „Др Арчибалд Рајс”, а 2006. године је основна школа у Великим Црљенима променила назив у основна школа „Свети Сава”. Такође и Електропривредна школа из Београда је 2005. године променила назив у Електротехничка школа „Стари град”. Основне школе у Дивцима и Радаљу су задржале свој назив и данас носе име по народном хероју.
Осим наведеног хорског дела основних школа, композитор и декан Факултета музичке уметности Радомир Лале Петровић је, на стихове ваљевске средњошколке Милице Вакар, компоновао оркестарско дело „Поема о Стевану”. Уз учешће рецитатора, ово дело су изводили хорови Дома ЈНА, КУД „Бранко Цветковић” из Београда и КУД „Светозар Марковић” из Новог Сада. Осим у музици, Филиповићев лик и дело су били и предмет ликовних дела. Тако је поводом двадесетогодишњице устанка у издању „Југомарке” издата поштанска марка по нацрту Мате Зламалика са ликом Споменика Стевану Филиповићу у Ваљеву. Посебно виђење херојске смрти Стевана Филиповића била је инспирација сликару Милићу од Мачве за слику назива „Мартиријум Н. Х. Стеве Филиповића из Ваљева”. Дело настало 1959. године, уље на платну, димензија 30x50 cm, данас је део ликовне збирке Народног музеја у Шапцу. Споменик Стевану Филиповићу се нашао и на првом амблему Ваљева усвојеном 17. децембра 1975. године, раду Стјепана Бобешића из Београда, који је био званични грб града све до 1993. године.
Током 2015. године, у селу Бујачић код Ваљева, била је одржана ликовна колонија у организацији београдске радионице „Бура” посвећена херојском лику и делу Стевана Филиповића. Крајем године резултати рада колоније су изложени у београдског галерији „Циглана”.
Поред школа, и друге бројне друштвене организације из привреде и културе су носиле, или данас још увек носе, име Стевана Филиповића. У Ваљеву је од 1946. до 1972. године постојао Дом ученика у привреди са његовим именом. У селу Горић, код Ваљева је 1977. године постојало и истоимено културно-уметничко друштво, а у Ариљу и Опузену по један одред извиђача „Стеван/Стјепан Филиповић”. Дрвна индустрија која је постојала у Ваљеву од 1951. године је носила име хероја, као и једно окружно занатско предузеће основано 1947. године. Југословенски исељеници у Холандији су у Катвајку основали Југословенски клуб Стевиног имена. Његово име носи и једно дечије одмаралиште општине Стари град из Београда на Дивчибарама основано 1957. године, и једно удружење грађана основано 2003. године у Београду. Ракетни чамац класе Оса I ратне Југословенске ратне морнарице носио је Стевино име све до 2007. године, када је продат ратној морнарици Египта.
Име Стевана Филиповића се у послератном периоду нашло и као назив улица у многим градовима и местима. Премда је добар број њих преименован доласком нових градских власти након 2000. године, данас преко десет улица у Републици Србији носи име овог народног хероја, а неке од њих се налазе у — Ваљеву, Великим Црељнима, Врању, Горићу, Јагњилу, Крагујевцу, Краљеву, Матарушкој Бањи, Смедереву, Суботици, Степојевцу. У Београду чак две улице носе његово име — улица Стевана Филиповића у насељу Железнику, на Чукарици и Улица Стјепана Филиповића у насељу Дедињу, на Савском венцу.

## Галерија
- Спомен-биста Стеве Филиповића, поклон града Метковића граду Ваљеву из 1976. године, рад вајара Маријана Коцковића
- Предња страна Споменика борцима Револуције
- Споменик Позив на устанак, рад вајара Војина Бакића у Војном музеју у Београду
- Предња и лева страна споменика
- Споменик борцима Револуције на Видраку изнад Ваљева, рада вајара Војина Бакића
- Лева страна споменика
- Споменик борцима Револуције и спомен-плоча
- Споменик изблиза
- Спомен-плоча испред Споменика борцима Револуције
- Задња страна споменика
- Спомен-биста Стеве Филиповића на Дедињу, рад вајара Радета Варинца из 1981. године.
- Спомен-биста Стеве Филиповића на Дедињу
- Посета председника Тита 1967. године
- Председник Тито у посети споменику 1967. године
- Спомен-плоча Стеве Филиповића на Спомен-гробљу на Крушику
- Орден народног хероја